# Works, Vol. 1
Works, Volume 1 – también conocido como The Black Album (en español El álbum negro) – es el séptimo álbum de Emerson, Lake & Palmer, editado el 25 de marzo de 1977, lanzado a través de Atlantic Records; es su quinto álbum de estudio y primer álbum doble.

## Historia
Luego de haber tomado un receso tras editar su exitoso álbum "Brain Salad Surgery" en 1973, ELP vuelve con un doble disco, "Works, Vol. 1", que a pesar de su discreta y elegante portada es un ambicioso y grandioso trabajo.
Este doble álbum fue repartido por los tres integrantes del grupo en una cara del vinilo para cada uno y en orden alfabético, y la final para los tres juntos. Quizás este es el álbum donde la banda más da a notar ese individualismo que demostró a lo largo de toda su carrera. 
El primer lado presenta a Keith Emerson, con un concierto de piano en tres movimientos, donde este genio demuestra su extraordinario talento para ejecutar el piano. Quizás el movimiento más famoso es el tercero: “Tocata con Fuoco”, un furioso ataque de piano que sin embargo presenta una delicadeza increíble, que hasta los últimos días de la banda era interpretado en vivo. 
El segundo lado presenta a Greg Lake, que con varias baladas consigue crear un ambiente más relajado que el primer lado. Sin lugar a dudas la canción más conocida de este segundo lado es “C’est la Vie”, una hermosa balada que además de la guitarra acústica de Lake presenta un más que notable trabajo de instrumentos de tecla y ambientaciones casi cinematográficas, que hacen de este tema una exquisita pieza que te sumerge en un dulce ensueño. 
El tercer lado es para Carl Palmer, que para muchos críticos trajo el mejor lado de los tres integrantes. Una serie de seis adaptaciones instrumentales, que presenta una del primer álbum de ELP: el tema “Tank”. “The Enemy God Dances with the Black Spirits” (2º número de la "Suite escita", Op. 20, de Serguéi Prokófiev) es quizás la pieza más aplaudida de este lado. En el tema “L.A. Nights” presenta de invitado al guitarrista de Eagles, Joe Walsh, que también hace las voces. Hay también una versión de la "Invención a 2 voces nº 4 en re menor", BWV 775, de Johann Sebastian Bach.
El cuarto lado presenta a los tres prodigios en conjunto con dos extraordinarias piezas: 
- Una adaptación de la pieza “Fanfare for the Common Man” de Aaron Copland abre la cara. Este tema es extendido por la banda, y uno de sus puntos clave es la increíble base rítmica, sobre todo el trabajo de percusión de Palmer. (Se puede oír esta pieza tocada por ELP en la sección de "Enlaces externos" del artículo de la "Wikipedia" “Fanfare for the Common Man”.)
- La canción que cierra el trabajo es para muchos no sólo el punto más alto del disco, sino uno de los puntos más altos en la carrera de ELP: el tema “Pirates”. Sería trabajo aparte describir esta magnífica pieza, pero por hacer un pequeño intento se dirá que la banda realmente estaba muy entusiasmada con la composición de este tema, lleno de grandilocuencia y extravagancia, pero sobre todo de una maestría insuperable.

## Piezas

### Disco 1
Todas las canciones escritas y compuestas por Lake–Sinfield, excepto donde esta anotado. 
| Lado A: Keith Emerson | |               |                            |  |
| N.º                   | Título | Escritor(es)  | Duración                   |  |
| 1.                    | «Piano Concerto No. 1» - «First Movement: "Allegro giocoso"» - «Second Movement: "Andante molto cantabile"» - «Third Movement: "Toccata con fuoco"» | Keith Emerson | 18:18 - 9:21 - 2:09 - 6:48 |  |

| Lado B: Greg Lake |                                |          |  |
| N.º               | Título                         | Duración |  |
| 1.                | «Lend your Love to Me Tonight» | 4:01     |  |
| 2.                | «C’est La Vie»                 | 4:16     |  |
| 3.                | «Hallowed By Thy Name»         | 4:35     |  |
| 4.                | «Nobody Loves You Like I Do»   | 3:56     |  |
| 5.                | «Closer to Believing»          | 5:33     |  |

### Disco 2
| Lado A: Carl Palmer |                                               |                       |                        |          |  |
| N.º                 | Título                                        | Escritor(es)          | Arreglo                | Duración |  |
| 1.                  | «The Enemy God Dances with the Black Spirits» | Serguéi Prokófiev     | Emerson, Lake & Palmer | 3:20     |  |
| 2.                  | «L. A. Nights»                                | Carl Palmer           |                        | 5:42     |  |
| 3.                  | «New Orleans»                                 | Carl Palmer           |                        | 2:45     |  |
| 4.                  | «Two Part Invention in D Minor»               | Johann Sebastian Bach | Carl Palmer            | 1:54     |  |
| 5.                  | «Food for Your Soul»                          | C. Palmer H. South    |                        | 3:57     |  |
| 6.                  | «Tank»                                        | C. Palmer K. Emerson  |                        | 5:09     |  |

| Lado B: Emerson, Lake & Palmer |                              |                                |                        |          |  |
| N.º                            | Título                       | Escritor(es)                   | Arreglo                | Duración |  |
| 1.                             | «Fanfare for the Common Man» | Aaron Copland                  | Emerson, Lake & Palmer | 9:40     |  |
| 2.                             | «Pirates»                    | K. Emerson G. Lake P. Sinfield |                        | 13:20    |  |

## Músicos
- Keith Emerson – piano y otros teclados
- Greg Lake – bajo, guitarra eléctrica y acústica, voz
- Carl Palmer – batería, percusión